# Kristina Holland
Pour les articles homonymes, voir Holland.
Kristina Holland est une actrice américaine née le 25 février 1944 à Fayetteville, Caroline du Nord (États-Unis) et morte le 22 février 2023.

## Filmographie
- 1970 : Des fraises et du sang (The Strawberry Statement) : Irma
- 1971 : Femmes de médecins (Doctors' Wives) de George Schaefer : Sybil Carter
- 1971 : Funky Phantom (série TV) : April Stewart (voix)
- 1972 : Wait Till Your Father Gets Home (série TV) : Alice Boyle (voix)
- 1973 : Butch Cassidy and the Sundance Kids (série TV) : Stephanie (Steffy) (voix)
- 1975 : Win, Place or Steal : Mouse
- 1975 : Le Dernier des Mohicans (The Last of the Mohicans) (TV) : Alice Munro (voix)
- 1976 : The Demon and the Mummy : Rosalind Winters